# 즉결사살 정책
즉결사살 정책(Shoot-to-kill policy)은 북아일랜드 분쟁 당시 영국 육군과 왕립 얼스터 경찰대(RUC)가 취했다고 비난받는 행위로서, 용의자의 체포를 시도조차 하지 않고 의도적으로 사살하는 정책을 말한다. 이러한 정책은 아일랜드 공화주의 준군사조직의 실제 조직원 또는 조직원 용의자를 대상으로만 이루어졌다. 특히 영국 특수부대 SAS에 의한 즉결사살 행위가 특히 세간의 이목을 많이 끌었다.
즉결사살이 발생한 주요 사건들로는 러프갈 습격, 지브롤터의 플라비우스 작전, 스트라베인 사건 등이 있다. 상기 장소들에서 SAS는 아일랜드 공화국군 임시파(PIRA)와 아일랜드 민족해방군(INLA) 조직원 총 14명을 사살했다.
그 외에도 벨파스트, 데리, 티론 주 동부, 아마 주 남부 등지에서 즉결사살 상황이 발생했다. 왕당파가 이러한 즉결사살의 피해자가 되는 일은 거의 없었는데, 얼스터 의용군(UVF) 조직원 브라이언 로빈슨이 사살된 것이 그나마 유명하다.